# Atya margaritacea
Atya margaritacea is een garnalensoort uit de familie van de Atyidae. De wetenschappelijke naam van de soort is voor het eerst geldig gepubliceerd in 1864 door A. Milne-Edwards.